# شياطين المدينة (فلم)
شياطين المدينة هو فيلم مصري من إخراج سعيد محمد مرزوق وبطولة فاروق الفيشاوي، بوسي، محمود الجندي، أحمد حلاوة وخليل مرسي.

## نبذه
يعلم إسماعيل تاجر المخدرات صاحب شركة التصدير والإستيراد التي يتخذها ستارًا لتجارته غير الشرعية أن عبد الحميد سيبلغ الشرطة عنه فيقتله هو ووالديه، ومن ثم تقرر شقيقة عبد الحميد الانتقام لمصرع أسرتها، حيث تلتحق للعمل بإحدى الكافيتريات، وتتعرف على شاب صعيدي وتتفق معهما على وضع خطة لكشف أعمال إسماعيل.

## طاقم العمل
- فاروق الفيشاوي بدور عوضين
- بوسي بدور جليلة
- محمود الجندي بدور حموده
- خليل مرسي بدور إسماعيل- عويس
- ضياء الميرغني بدور قضية
- حسني عبد الجليل بدور زينهم
- حسين الشريف بدور المقدم مصطفى

## وصلات خارجية
- شياطين المدينة على موقع الدهليز
- شياطين المدينة على موقع قاعدة بيانات الأفلام العربية